# Gesetz über Hilfen und Schutzmaßnahmen bei psychischen Krankheiten (Baden-Württemberg)
Das Gesetz über Hilfen und Schutzmaßnahmen bei psychischen Krankheiten ist ein Landesgesetz in Baden-Württemberg. Es regelt die Unterbringung. Es trat am 1. Januar 2015 in Kraft. Es ersetzt das Unterbringungsgesetz von 1991.
Das Bundesverfassungsgericht (BVerfG) stellte 1981 klar, dass Betreute in gewissen Grenzen ein Recht auf „Freiheit zur Krankheit“ haben (Bundesverfassungsgericht, Beschluss vom 7. Oktober 1981, Az. 2 BvR 1194/80). In Bezug auf das Landesrecht von Baden-Württemberg sagte es: „Eine Auslegung des baden-württembergischen Unterbringungsgesetzes, die fürsorgerische Belange von Gewicht für die Anordnung einer Unterbringung genügen läßt, ist mit dem Bundesrecht vereinbar.“
Hintergrund für die Gesetzesnovelle war die Entscheidung des Bundesverfassungsgerichts vom 12. Oktober 2011, nach der das baden-württembergische Gesetz über die Unterbringung psychisch Kranker keine ausreichende Gesetzesgrundlage für eine Zwangsbehandlung darstellt. Einem Straftäter, der seit 2005 im Maßregelvollzug in Baden-Württemberg untergebracht war, sollte gegen seinen Willen ein Neuroleptikum zur Behandlung einer Persönlichkeitsstörung gespritzt werden. Das Bundesverfassungsgericht entschied, dass diese Behandlung einen unzulässigen Eingriff in das Grundrecht auf körperliche Unversehrtheit darstellt.
Aufgrund des neuen Gesetzes ist unter anderem eine unabhängige Ombudsstelle zu errichten, die in einem landesweiten zentralen verschlüsselten Melderegister die  Unterbringungs- und Zwangsmaßnahmen (Zwangsbehandlung, Fixierung, Festhalten anstelle der Fixierung, Absonderung in einem besonders gesicherten Raum und Zimmereinschluss) erfasst und dem Landtag darüber mindestens einmal in der Legislaturperiode berichtet (§ 10 PsychKHG).

## Änderung vom 25. Juni 2019
Das Gesetz wurde am 25. Juni 2019 aufgrund der Änderungsforderung des Bundesverfassungsgerichts in den §§ 16, 20, 25 und 34 geändert.
Das Bundesverfassungsgericht hatte am 24. Juli 2018 ein Urteil zu Fixierungen in Psychiatrien gefällt.
- Die Fixierung eines Patienten stellt einen Eingriff in dessen Grundrecht auf Freiheit der Person (Art. 2 Abs. 2 Satz 2 i. V. m. Art. 104 GG) dar.
-  Sowohl bei einer 5-Punkt- als auch bei einer 7-Punkt-Fixierung handelt es sich um eine Freiheitsentziehung im Sinne des Art. 104 Abs. 2 GG, die von einer richterlichen Unterbringungsanordnung nicht gedeckt ist, sofern sie absehbar mehr als eine halbe Stunde überschreitet.
- Die Fixierung unterliegt einem Richtervorbehalt. Das heißt, dass eine Genehmigung von Gericht eingeholt werden muss.
- Dafür müssen die Gerichte einen täglichen Bereitschaftsdienst zwischen 6 Uhr und 21 Uhr vorhalten.
- Bei der Fixierung ist eine 1:1 Betreuung durch therapeutisches oder pflegerisches Personal erforderlich, sofern der Patient die Begleitung nicht ablehnt.

## Beschwerdemöglichkeiten
Bei Fixierungen ist der Patient auf die Möglichkeit einer nachträglichen gerichtlichen Überprüfung hinzuweisen.
Der § 9 bestimmt für jeden Landkreis einen Patientenfürsprecher und eine unabhängige Informations-, Beratungs- und Beschwerdestelle. Während der Patientenfürsprecher nur für die Klinik zuständig ist, umfassen die Beschwerdestellen auch ambulante Dienste, wie betreutes Wohnen, Heime und Rehabilitationseinrichtungen. Sie unterliegen der Schweigepflicht, sofern der Betroffene oder Angehörige sie nicht entbunden hat. Sie sollen auf eine Problemlösung hinwirken, haben aber keine Weisungsbefugnis.